# اچیزن ایکو-ایکی
 اچیزن ایکو-ایکی، (به ژاپنی: 越前一向一揆) به شورشی گفته می‌شود که در سال ۱۵۷۴ آغاز شد و تا سال ۱۵۷۵ ادامه داشت. این شورش توسط اعضای معتقد به شین بودیسم (معبد هونگان) در ولایت اچیزن (امروزه شمال استان فوکوئی) رخ داد.
سال ۱۵۷۳ میلادی اودا نوبوناگا، آساکورا یوشیکاگه و آزای ناگاماسا را یکی پس از دیگری نابود کرد و قلمروی خاندان آساکورا، ولایت اچیزن را به قلمروی خود زمینه کرده و مقام شوگودای (معاون فرمانداری) این ولایت را به ملازم این خاندان مائه‌با یوشی‌تسوگو سپرد. اما رفتار یوشی‌تسوگو با اهالی خشونت‌آمیز بود و سال پس از آن در سال ۱۵۷۵ شورشیان بودایی تودا ناگاشیگه را که قبلاً ملازم خاندان آساکورا بود و در آن زمان به خدمت نوبوناگا درآمده بود را کشتند. علاوه بر این مردمی که به شورشیان بودایی پیوسته بودند توسط شورش عاملان نوبوناگا در منطقه را برکنار کرده و شورشیان بودایی ولایت اچیزن نیز نظیر کاگا ایکی کنترل ولایت اچیزن را در دست خود گرفتند. این شورش اچیزن ایکو-ایکی نامیده می‌شود. به این ترتیب نوبوناگا دید که ولایت اچیزن را که با زحمت شرکت در نبرد و نابودی خاندان آساکورا به دست آورده به دست شورشیان بودایی این ولایت افتاده‌است.
پس از شنیدن خبر تسلط شورشیان بودایی بر ولایت اچیزن، کننیو رهبر فرقه هونگانجی، شیچیری یوریچیکا را به ولایت اچیزن اعزام کرد و شیموتسوما رایشو را به عنوان شوگو «فرماندار» ولایت اچیزن گماشت. از این به بعد رابطهٔ نوبوناگا با کننیو به‌طور آشکار خصمانه شد و به طرف معبد ایشی‌یاما هونگان لشکرکشی کرد. به این ترتیب فرقه هونگانجی در سه جبهه ناگاشیما، ولایت اچیزن و معبد ایشی‌یاما هونگان در اوساکا با اودا نوبوناگا درگیر جنگ بود که هر سه منطقه مناطق مستقل شمرده می‌شدند.
در طی آخرین مرحله محاصره‌های ناگاشیما، در سال ۱۵۷۴ نوبوناگا از تمامی قلعه‌ها خود سرباز جمع‌آوری کرده در جنگ با ناگاشیما پیروز شد.
در سال ۱۵۷۵ نوبوناگا در پایان نبرد قلعه تاکایا، توانست متحد هونگانجی، میوشی یاسوناگا صاحب قلعه تاکایا را وادار به تسلیم کند. دایمیوی ولایت کای و ولایت شینانو، تاکدا کاتسویوری در نبرد ناگاشینو در برابر نوبوناگا شکست خورد. پس از آن مدتی نوبوناگا به سپاهیان خود فرصت استراحت داد و سپس به سوی ولایت اچیزن لشکرکشی خود را آغاز کرد. از طرفی دیگر در ولایت اچیزن به علت مالیات کلانی که فرستاده کننیو و فرماندار ولایت شیموتسوما رایشو بر مردم بسته بود، مردم این بار علیه فرماندار شورش کرده بودند و دو دستگی در بین شورشیان این ولایت به وجود آمده بود. به علت همین آشوب بود که سپاه نوبوناگا توانست به آسانی کنترل این ولایت را به دست بگیرد و علاوه بر آن تا جنوب ولایت کاگا پیشروی کند.
بدین ترتیب با شکست اچیزن ایکو-ایکی، از سه پایگاه فرقه هونگانجی دو پایگاه به دست نوبوناگا افتاد.